# الذين مقتتهم الآلهة (ألبوم موسيقي)
الذين مقتتهم الآلهة (بالإنجليزية: Those Whom the Gods Detest)‏ هو ألبوم موسيقي من نوع ديث ميتال الفني من الفرقة الموسيقية نيل. الألبوم قد صدر في 3 نوفمبر 2009، في شمال أمريكا، وفي أوروبا من خلال شركة الانفجار النووي. أنتجه وأعده نيل كيرنون، مع إريك روتان المسئول عن تسجيل الطبل. الألبوم احتل المركز 160 في قائمة بيلبورد 200 في الولايات المتحدة.

## قائمة الأغاني
كل الكلمات كتبها كارل ساندرز.
| الترقيم     | العنوان                                                           | موسيقي               | معلومات إضافية | الطول |
| ----------- | ----------------------------------------------------------------- | -------------------- | -------------- | ----- |
| 1           | "كافر!"                                                           | ساندرز، جورجي كولياس |                | 6:50  |
| 2           | "حثية روث التميمة"                                                | ساندرز، كولياس       |                | 3:48  |
| 3           | "كلمات من الميت الزاحف"                                           | تولر ويد، كولياس     |                | 5:09  |
| 4           | "هؤلاء الذين مقتتهم الآلهة"                                       | ساندرز، كولياس       |                | 8:06  |
| 5           | "الفترة الرابعة من الإله داجون"                                   | ساندرز، كولياس       |                | 8:40  |
| 6           | "السماح للنبيل الميت بالنزول إلى العالم الآخر"                    | تولر ويد، ساندرز     |                | 3:32  |
| 7           | "شعائر الغول في صحراء يزد في أبراج الصمت المهجورة"                | ساندرز               |                | 2:33  |
| 8           | "كيم خيفا خشيف"                                                   | ساندرز، كولياس       |                | 6:18  |
| 9           | "عين رع"                                                          | تولر ويد، كولياس     |                | 5:00  |
| 10          | "اسكندر دول خارنون"                                               | ساندرز، كولياس       |                | 6:40  |
| 11          | "حثية روث التميمة" (نسخة موسيقية فقط)                             | ساندرز، كولياس       |                | 3:47  |
| 12          | "السماح للنبيل الميت بالنزول إلى العالم الآخر" (نسخة موسيقية فقط) | تولر ويد، كولياس     |                | 3:33  |
| مجموع الوقت | مجموع الوقت                                                       | 56:39                | 56:39          | 56:39 |

## روابط خارجية
- هؤلاء الذين مقتتهم الآلهة على موقع أول موفي (الإنجليزية)